# 翡翠鹘
翡翠鹘（学名：Halcyornis toliapicus）是翡翠鹘科的一种化石鸟类，它属于单型的翡翠鹘属。该物种生活在5500万年前始新世初期的欧洲，其化石出土于英国。